# Jayaraksa (Baros)
Jayaraksa is een bestuurslaag in het regentschap Kota Sukabumi van de provincie West-Java, Indonesië. Jayaraksa telt 6251 inwoners (volkstelling 2010).